# Liste der Listed Buildings in Barrhead
In dieser Liste sind sämtliche Baudenkmäler in der schottischen Stadt Barrhead in East Renfrewshire zusammengefasst. Die Bauwerke sind anhand der Kriterien von Historic Scotland in die Kategorien A (nationale oder internationale Bedeutung), B (regionale oder mehr als lokale Bedeutung) und C (lokale Bedeutung) eingeordnet. Derzeit gibt es in Barrhead acht Denkmäler aus der Kategorie B und fünf aus der Kategorie C.

## Denkmäler
| Name                         | Typ                | Lage                            | Kategorie | Eintrag | Bild                             |
| ---------------------------- | ------------------ | ------------------------------- | --------- | ------- | -------------------------------- |
| Barrhead South Parish Church | Kirche             | 55° 48′ 1″ N, 4° 23′ 23,1″ W    | B         | 22114   | Barrhead South Parish Church     |
| 128 Main Street              | Verwaltungsgebäude | 55° 48′ 0,9″ N, 4° 23′ 27″ W    | C         | 22115   | 128 Main Street                  |
| Bourock Parish Church        | Kirche             | 55° 47′ 59,7″ N, 4° 23′ 42,2″ W | B         | 22116   | Bourock Parish Church            |
| Freimaurertempel Barrhead    | Freimaurertempel   | 55° 47′ 59,7″ N, 4° 23′ 45,4″ W | C         | 22117   | Freimaurertempel von Barrhead    |
| Arthurlie House              | Villa              | 55° 47′ 39,8″ N, 4° 23′ 45,9″ W | B         | 22119   | Arthurlie House                  |
| Chapell House                | Villa              | 55° 47′ 59,2″ N, 4° 24′ 20″ W   | B         | 22120   |                                  |
| Stallung von Chapell House   | Stallung           | 55° 47′ 59,9″ N, 4° 24′ 17,2″ W | B         | 22121   |                                  |
| The Trees                    | Villa              | 55° 48′ 16,9″ N, 4° 24′ 6,3″ W  | B         | 22122   |                                  |
| Salterland Bridge            | Brücke             | 55° 48′ 45,3″ N, 4° 22′ 29,6″ W | C         | 22123   | Salterland Bridge (rechts unten) |
| Salterland Viaduct           | Brücke             | 55° 48′ 44,6″ N, 4° 22′ 30,7″ W | B         | 22124   | Salterland Viaduct               |
| Montford House               | Villa              | 55° 48′ 18,1″ N, 4° 22′ 24″ W   | B         | 49538   | Montford House                   |
| 124 Main Street              | Verwaltungsgebäude | 55° 48′ 0,4″ N, 4° 23′ 27,5″ W  | C         | 49833   | 124 Main Street (rechts)         |
| 5 Arthurlie Avenue           | Villa              | 55° 47′ 52,5″ N, 4° 23′ 26,4″ W | C         | 51578   |                                  |

- Karte mit allen Koordinaten:
- OSM |
- WikiMap